# Colin Davis
Colin Davis (n. 29 iulie 1933, Greater London, Anglia, Regatul Unit – d. 23 decembrie 2012, Cape Town, Africa de Sud) a fost un pilot de Formula 1. De-a lungul carierei a luat startul în 2 curse, niciuna din pole-position. Nu a câștigat nicio cursă și nu a terminat niciodată pe podium, acumulând 0 puncte în întreaga activitate ca pilot de Formula 1.